# Henri-Jean Calsat
 (novembre 2018).
Henri-Jean Calsat, né le 12 mars 1905 à Chauny et mort le 6 octobre 1991 à Clichy, est un architecte et urbaniste français. Actif essentiellement pendant les Trente Glorieuses, il a réalisé un très grand nombre de projets urbains en France, mais aussi en Algérie, en Afrique en général et dans le monde entier.

## Biographie
Né à Chauny (Aisne), il est ingénieur diplômé de l'École des travaux publics en 1926 et architecte diplômé de l'École nationale supérieure des beaux-arts en 1931. En parallèle, il suit en auditeur libre des cours à l'École du Louvre, à l'École nationale des chartes et à la Faculté de médecine de Paris.
Il réalise ses premiers projets marquant à Poissy où il réalise en collaboration avec Pierre Mathé, prix de Rome 1926, l'hôtel de ville, le théâtre et un groupe scolaire. Architecte en chef des bâtiments civils et palais nationaux, il crée par la suite son propre cabinet et réalise de nombreux projets d'urbanisme. Il réalise un certain nombre de projets dans les colonies  françaises de l'époque, tout d'abord en Algérie, mais aussi au Cameroun, en Côte d'Ivoire et au Congo. Il se spécialise notamment dans la construction d'hôpitaux dans ces pays et devient à ce titre consultant pour l'OMS pendant une quinzaine d'années. Après la décolonisation, il réalise en France un grand nombre de projets d'aménagements urbains et de logements en Alsace, Lorraine et dans le département de Seine-et-Marne.
Ingénieur de formation, il ne s'intéresse guère aux débats architecturaux de l'époque et préfère axer sa réflexion à l'urbanisme[Interprétation personnelle ?]. Il enseigne ainsi à l'École spéciale des travaux publics et l’École spéciale d'architecture à Paris, ainsi qu'à l'École d'architecture de Genève.
Henri-Jean Calsat a établi son cabinet d'architecture en 1935 au 65 boulevard Arago (Paris), dans la Cité fleurie, qu'il a contribué à sauver de la destruction en 1974. Il y a travaillé jusqu'à sa mort en 1991. Il lègue à sa mort l'ensemble de ses archives à l'Institut d'architecture et d'urbanisme de Genève. Elles peuvent être consultées aux Archives d'architectures de Genève.

## Anecdote
Son nom apparait dans une planche de l'album Route de nuit de Michel Vaillant comme étant l'architecte de la villa futuriste que possède la famille du héros sur la Côte d'Azur. Le modèle de cette villa est la résidence secondaire que Jean Calsat a fait construire en 1952 à Poligny (Seine et Marne).
Son nom apparaît également dans le livre L'Architecture par Fernand Pouillon de Catherine Sayen, Toulouse, éd. Transversales, 2014, pp 17-18, pour un projet de complexe hôtelier au cap Manuel à Dakar en 1947, non réalisé, où les deux architectes étaient associés.

## Principales réalisations
- 1936-1937 : Hôtel de ville, théâtre et groupe scolaire (actuel Collège Jean Jaurès) à Poissy, en collaboration avec Pierre Mathé et Florent Nanquette. Décorations de bas-relief par Ossip Zadkine (inscrit ISMH)[4]
- 1950-1954 : hôpital général de Brazzaville, au Congo
- 1954 : bureau central des postes de Douala, au Cameroun
- 1957-1969 : Aménagement de la zone à urbaniser en priorité (ZUP) de Fameck (Moselle)
- 1958-1961 : Plan d'aménagement de Constantine, en Algérie
- 1959-1962 : Plan d'aménagement de Philippeville, actuelle Skikda en Algérie
- 1959-1960 : Préfecture de Colomb-Bèchar, actuelle Béchar en Algérie
- 1959-1973 : Aménagement de la ZUP de Chenôve, à proximité de Dijon
- 1960-1966 : Centre de recherches bioclimatiques à Strasbourg - Schiltigheim
- 1960-1981 : Aménagement de la ZUP de Mont-Saint-Martin à Nemours (Seine-et-Marne)
- 1960-1972 : Réaménagement d'une partie du centre-ville de Chelles
- 1960-1977 : Plan d'aménagement de la ZUP de Vandœuvre-lès-Nancy
- 1965-1966 : Hôpital Étienne Sabatié à Libourne (Gironde)
- 1968 : Direction technique de la SPSE "La Fenouillère" à Fos-sur-Mer, ayant reçu de la DRAC PACA le Label patrimoine du XXe siècle[5]
- 1972-1978 : ensemble d'habitation du Pont de Bois à Villeneuve-d'Ascq